# Irota
Irota ist eine ungarische Gemeinde im Kreis Edelény im Komitat Borsod-Abaúj-Zemplén.

## Geografische Lage
Irota liegt in Nordungarn, 33,5 Kilometer nordöstlich des Komitatssitzes Miskolc und 15,5 Kilometer nordöstlich der Kreisstadt Edelény, in ungefähr 180 Meter Höhe an dem Fluss Vadász-patak (deutsch Jägerbach), der in südliche Richtung fließt. Zwei Kilometer nördlich des Ortes liegt der höchste Gipfel des Gemeindegebiets Kecske-pad (deutsch Ziegenbank) in einer Höhe von ungefähr 340 Metern. Nachbargemeinden sind Szakácsi, zwei Kilometer südlich und Lak, sechs Kilometer südlich.

## Geschichte
Der Ort wurde zum ersten Mal im Jahre 1320 erwähnt. 1726 setzte sich die Bevölkerung aus Ungarn und Ruthenen zusammen. Die meisten Einwohner arbeiteten als Hirten, Förster und Kleinbauern. Im 19. Jahrhundert wurde im Ort ein Steinbruch benutzt, um die lokal verwendeten Ziegel und Dachsteine herzustellen. Im Jahre 1851 gab es in Irota 36 Katholiken, 358 griechisch-katholische, fünf reformierte, vier evangelische und acht Juden. Im Jahr 1913 gab es in der damaligen Kleingemeinde 77 Häuser und 338 Einwohner auf einer Fläche von 2143 Katastraljochen. Sie gehörte zu dieser Zeit zum Bezirk Edelény im Komitat Borsod. Die Volkszählung im Jahr 2001 ergab 117 Einwohner, davon 38 Katholiken, 70 griechisch-katholische, sechs reformierte und drei, die zu keiner dieser Gruppen gehören.
Die einzige Kirche in Irota ist die griechisch-katholische Kirche Istenszülő oltalma, die auch von der römisch-katholischen Gemeinde für ihre Gottesdienste genutzt wird. Mehrere Holzkonstruktionen gingen dem aktuellen Gebäude aus Stein aus dem Jahr 1846 mit Ikonostase voraus. Im Jahr 1898 wurde der ursprünglich getünchte Innenraum mit Fresken verziert. In der Hauptstraße befindet sich eine kleine 1925 erbaute und im Jahr 1965 renovierte Kapelle. Sie wird für kleinere Gottesdienste während der Woche benutzt.
Das Herrenhaus (Petőfi Sándor út 42), einst im Besitz der Adelsfamilie Fáy, wurde in den Jahren des Kommunismus als Sitz des Parteisekretärs, als öffentliche Bibliothek und als Hausarztpraxis genutzt. Nach Jahren der Vernachlässigung und des Verfalls wurde es renoviert und dient als Privatwohnung.
Die Häuser im Ort haben in der Regel eine rechteckige Form und bestehen aus drei Räumen. Die Häuser stehen nicht in einer geraden Linie, da die Einwohner sich immer bemühen, sie am höchsten Punkt ihres Grundstückes zu bauen, um sie vor möglichen Wasserschäden zu schützen.

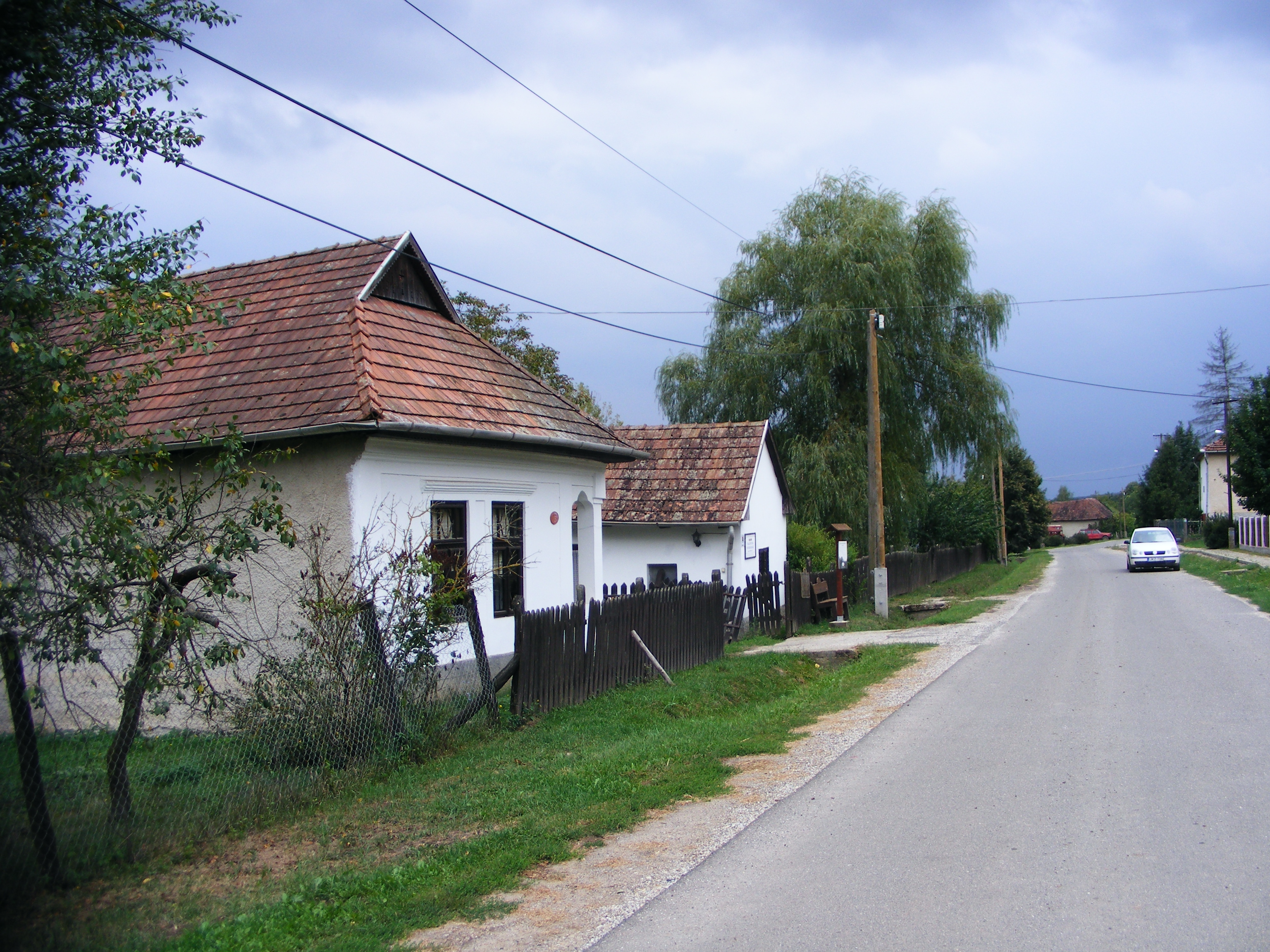
Häuser in Irota
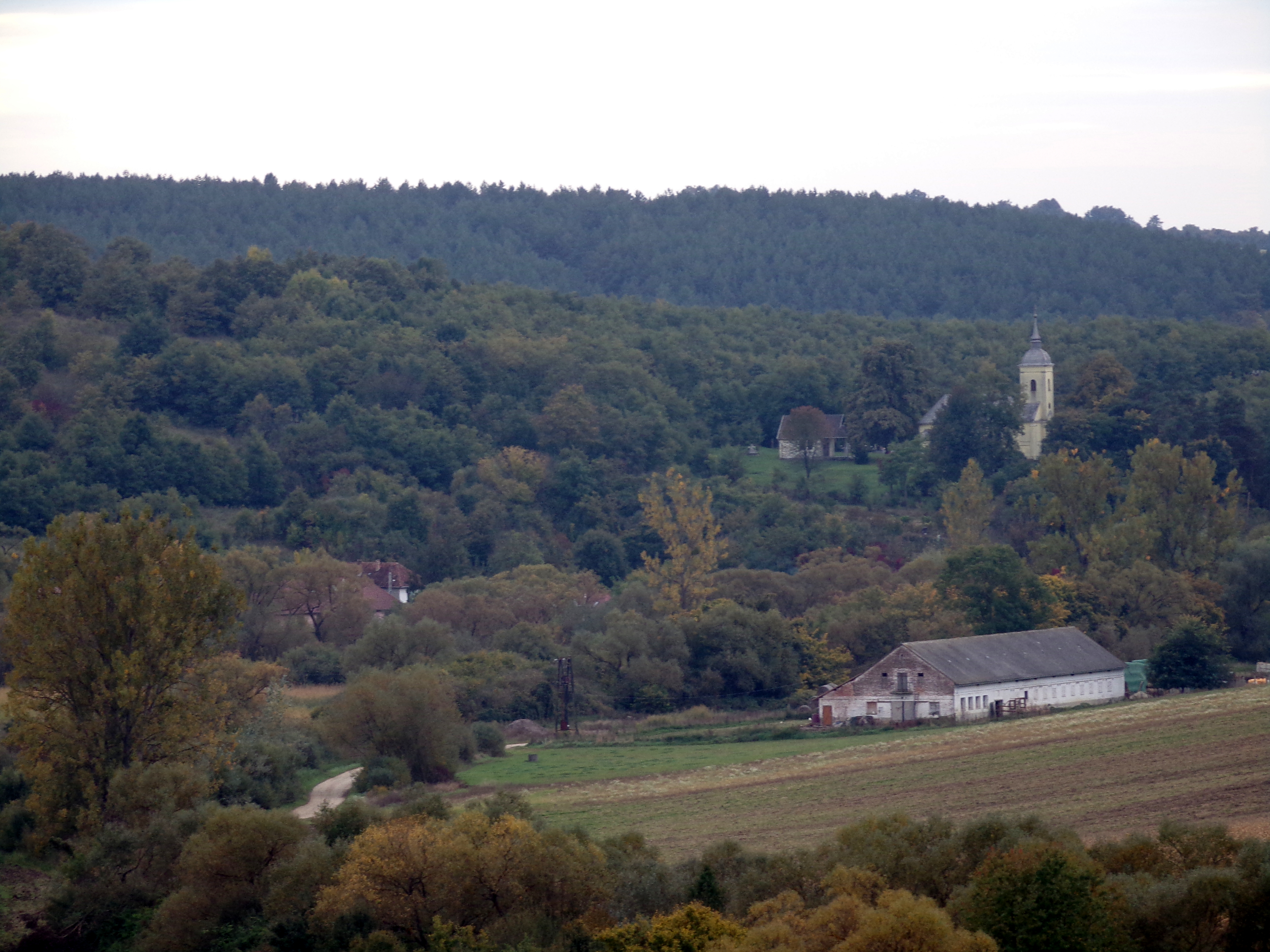
Blick auf die griechisch-katholische Kirche Istenszülő oltalma
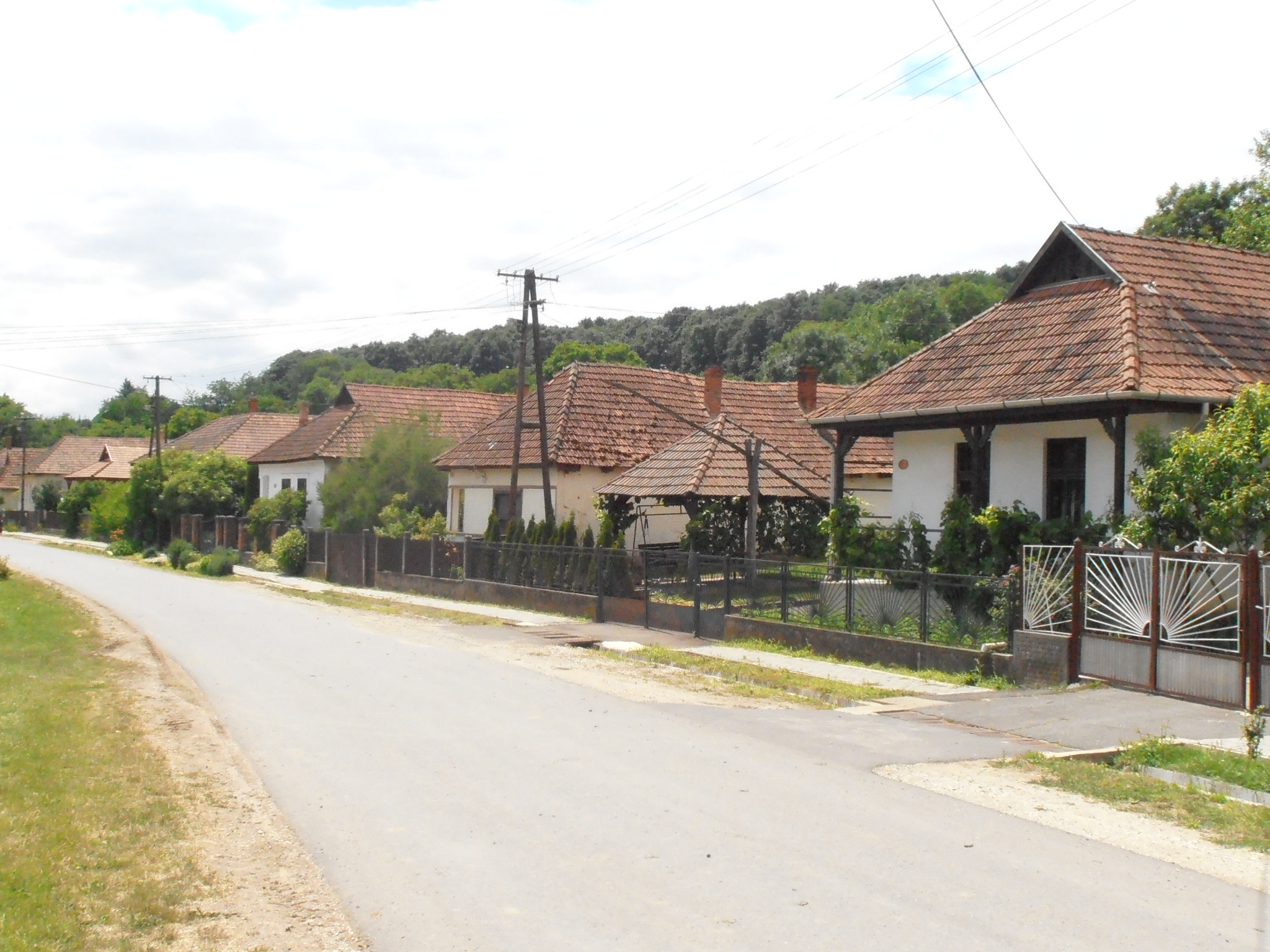
Häuserreihe in Irota

## Verkehr
Irota ist nur von Süden über die Nebenstraße Nr. 26133 zu erreichen. Es bestehen Busverbindungen über Lak und Damak nach Edelény. Der nächstgelegene Bahnhof befindet sich westlich in Szendrő.